# Sébastien Tellier
Sébastien Tellier (Le Plessis-Bouchard, 22 febbraio 1975) è un cantautore, musicista e polistrumentista francese.

## Biografia
Il suo primo album da solista, L'incroyable Vérité, registrato tra il settembre 1999 e il marzo del 2000 è uscito solamente nel 2001 prodotto dall'artista medesimo, mixato da Quentin Dupieux (noto al grande pubblico come Mr. Oizo) e distribuito dall'etichetta francese Record Makers, la stessa del celebre duo transalpino Air. Le sue precedenti pubblicazioni discografiche si limitavano alla partecipazione nella compilation Source Rocks del 1998, con il pezzo Fantino, in seguito diventato il più celebre tra quelli composti dall'artista. Grazie a questa partecipazione fu notato dal magazine musicale Rolling Stone: 
(Rolling Stone, dicembre 1998)
 Nel presentare questo suo primo lavoro Sébastien dichiara: "nel mio album sentirete, il canto di un cane, l'urlo di una donna, il rumore del crescere delle gambe, ma non la batteria... nessuna batteria".
I pezzi de L'incroyable vérité sono effettivamente privi della batteria. Gli strumenti principali (tutti rigorosamente suonati da Sébastien) sono l'immancabile pianoforte, la chitarra, gli archi e il basso. Le atmosfere risultano essere molto diluite, nostalgiche, malinconiche e rilassanti. Un'esperienza musicale che Sèbastien raccomanda di essere ascoltata individualmente, davanti alla luce di una candela. Fantino, un pezzo di questo album, ha fatto parte della colonna sonora del film Lost in Translation della regista statunitense Sofia Coppola.
Il suo secondo album, Politics, è uscito nel 2004, ed è un lavoro che mostra l'impressionante capacità eclettica dell'artista parigino. Il disco vanta numerose collaborazioni di famosi musicisti, tra i quali Tony Allen, ex batterista di Fela Kuti. Politics è un mix di tanti generi musicali dal sound elettronico della disco anni ottanta al jazz, dalla house (in La tuerie) al pop, fino ad arrivare naturalmente al classico sound nostalgico che caratterizza i lavori di Sébastien e che viene rappresentato nel suo massimo splendore dal pezzo La ritournelle. Sotto il punto di vista dei contenuti, l'album riprende i temi che riguardano la difesa delle minoranze (i messicani, gli africani ecc.), assai consistenti nella realtà cosmopolita parigina.
In seguito l'artista parigino ha pubblicato l'album Sessions, uscito nel 2006, è una rilettura in chiave acustica dei migliori brani dei due precedenti album, oltre ad un inedito, Classics, e ad una cover de La dolce vita dell'artista francese Christophe, con il quale ha anche eseguito dal vivo il brano in un duetto. Registrato in una sola giornata con l'ausilio del pianista Simon Dalmais, Sessions estrapola l'essenzialità dei brani di Sébastien offrendo sonorità ancora più tenui e calme che immergono l'ascoltatore un'atmosfera onirica. Nel febbraio 2008 ha pubblicato il disco Sexuality, prodotto da Guy-Manuel de Homem-Christo dei connazionali Daft Punk. Un nuovo album, L'Aventura, è uscito il 14 luglio 2014. Tellier ha detto che l'album è ispirato dal Brasile.

## Eurofestival
France Télévisions sceglie il cantante come rappresentante transalpino per l'Eurovision Song Contest 2008. Egli però in seguito a pressioni è costretto a usare anche un po' di francese (13 parole) nel testo di Divine, originariamente solo in inglese. Tale pezzo, a sorpresa, arriva anche in Italia e tocca il 10º posto nella chart di Radio Deejay, un risultato sorprendente, considerando che il paese da tempo non partecipa alla kermesse europea, e resta programmato per l'estate in molte radio (addirittura Radio Rai). Finirà solo 18°. La canzone sarà usata anche in uno spot Renault distribuito in tutta Europa.

## Live
Numerosi tour in giro per il mondo con Air, Moby, Cassius, Röyksopp e The Magic Numbers. Sul palco è spesso accompagnato da Pamelia Kurstin, celebre virtuosa del theremin.

## Discografia

### Album in studio
- 2001 - L'incroyable vérité (Record Makers)
- 2004 - Politics (Record Makers)
- 2006 - Sexuality (Record Makers)
- 2012 - My God Is Blue (Record Makers)
- 2013 - Confection (Record Makers)
- 2014 - L'Aventura (Record Makers)
- 2020 - Domesticated (Record Makers)

### Colonne sonore
- 2007 - Steak (Music from the Motion Picture) (con Mr. Oizo & SebastiAn) (Ed Banger Records, Because Music)
- 2007 - Narco (Original Motion Picture Score) (Record Makers)
- 2016 - Marie et les naufragés (Original Motion Picture Score) (Record Makers)
- 2017 - A Girl Is a Gun (Music from the Original Series) (Record Makers)

### Raccolte
- 2006 - Sessions (Record Makers)
- 2006 - Universe (Record Makers)
- 2010 - Sexuality Remix (Record Makers)
- 2011 - Love Songs (Record Makers)
- 2020 - Simple Mind (Record Makers)

### Altri contributi
- 2018 - Dita Von Teese - Dita Von Teese (musiche e testi)